# Tyssen Islands
Tyssen Islands är öar i territoriet Falklandsöarna (Storbritannien). De ligger i den centrala delen av landet. Arean är 0,25 kvadratkilometer.
Terrängen på Tyssen Islands är mycket platt. Öarnas högsta punkt är 6 meter över havet. Tyssen Islands består i huvudsak av gräsmarker.